# Triel-sur-Seine
Triel-sur-Seine ist eine französische Gemeinde mit 12.386 Einwohnern (Stand 1. Januar 2022) im Département Yvelines in der Region Île-de-France. Ihre Einwohner werden Triellois genannt.

## Geografie

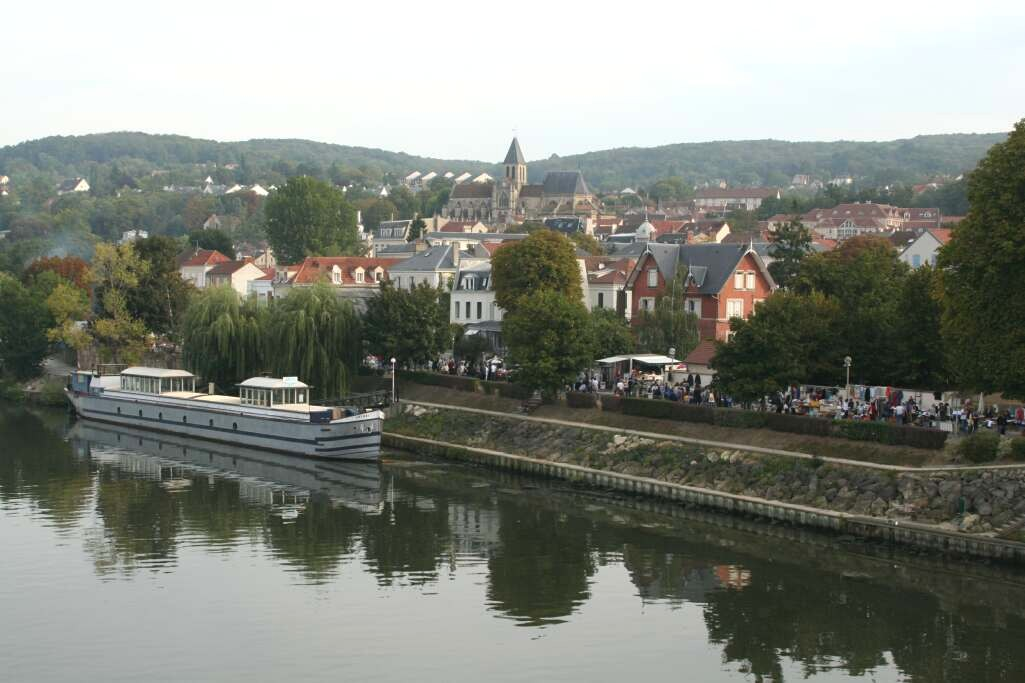
Triel am Ufer der Seine

Triel-sur-Seine liegt zwölf Kilometer nordwestlich von Saint-Germain-en-Laye und 35 Kilometer nordwestlich von Paris am rechten Ufer der Seine.
Die Nachbargemeinden im Uhrzeigersinn sind Jouy-le-Moutier und Maurecourt im Nordosten, Chanteloup-les-Vignes im Osten, Carrières-sous-Poissy im Süden, Villennes-sur-Seine und Médan im Südwesten, Vernouillet und Verneuil-sur-Seine im Westen und Vaux-sur-Seine im Nordwesten.

## Geschichte
Der Name Triellum bezieht sich möglicherweise auf die Existenz dreier Inseln in der Seine. 1221 erklärte Philipp II. den Ort zur Ville affranchie.
Ab Ende des 18. Jahrhunderts wurde vor Ort Gips abgebaut. 1956 ging eine 200 m lange Hängebrücke in Betrieb, die eine 1940 zerstörte Zollbrücke ersetzte.

## Städtepartnerschaften
Triel-sur-Seine pflegt Städtepartnerschaften mit Seligenstadt seit 1967 und Leatherhead seit 2004/05.

## Kultur und Sehenswürdigkeiten
Siehe auch: Liste der Monuments historiques in Triel-sur-Seine
- Die katholische Kirche Saint-Martin wurde vom 13. bis zum 16. Jahrhundert im Stil der Gotik erbaut. Sie besitzt zahlreiche Bleiglasfenster aus dem 19. Jahrhundert und der Renaissance.
- In Triel-sur-Seine befinden sich eine Sternwarte und der Parc aux Étoiles, eine Dauerausstellung der Astronomie und Raumfahrt mit dem Status eines Centre de culture scientifique, technique et industrielle.

## Berühmte Einwohner
- Micheline Dax (1924–2014), Schauspielerin
- Alberto Giacometti (1901–1966), Bildhauer
- Guy de Maupassant (1850–1893), Schriftsteller
- Véronique Sanson (* 1949), Singer-Songwriterin